# Goldkimono
Goldkimono is de band rondom zanger Martijn Konijnenburg. De band bestaat naast Konijnenburg uit Ocker Gevaerts (gitaar) en Jeroen Blumers (drums/percussie).

## Geschiedenis
Goldkimono werd in 2020 opgericht, maar de artiesten hadden al een lang verleden in de muziekindustrie. Alle drie de artiesten zaten samen op de Fontys Rockacademie in Tilburg, waarna ze in 2005 samen met andere medestudenten de band Leaf oprichtten. Met deze band hadden ze onder meer succes met het album Life's a Beach en de singles Wonderwoman en New song. In 2009 ging de band uit elkaar. Konijnenburg werd vervolgens liedschrijver voor verschillende artiesten, zoals Diggy Dex, Anouk en Dotan, maar besefte dat hij zich nog meer wilde ontwikkelen in de muziek. Hierom vertrok hij naar het buitenland om andere artiesten te ontmoeten en muziekstijlen van hun te leren. Hij zat enige tijd in Berlijn voordat hij naar Los Angeles in Californië vertrok. Konijnenburg vertelde in een interview dat het zonnige Los Angeles ervoor zorgde dat hij nog meer inspireerde om vrolijke, maar ook andere te maken. In die periode werkte hij onder andere samen met Adam Friedman en Christian Kalla. Ook was hij liedschrijver voor de Noorse dj Kygo. Konijnenburg schreef mee aan de internationale hit Firestone uit 2014. 
In 2020 besloot Konijnenburg met twee oud-Leafleden Goldkimono op te richten. De muziek van deze band kan niet makkelijk in een genre ingedeeld worden, mede doordat het heftig geïnspireerd is door de muzikale invloeden die Konijnenburg in Californië heeft opgedaan. 3voor12 omschreef het als: "...eigenzinnige geluid, wat een mix is van pop, hiphop en alternatieve muziek met swingende teksten, een relaxte vibe, maar ook Afrikaanse invloeden." In het jaar van oprichten brachten ze ook hun anno 2024 meest succesvolle single uit; To Tomorrow. Dit nummer werd bij Radio 538 uitgeroepen tot 538 Favourite en bereikte zowel de Nederlandse Top 40 als de Single Top 100. Ze werden, ook in 2020, bij radiozender NPO 3FM uitgeroepen tot 3FM Talent.
In 2022 brachten ze hun eerste album uit: The Legend of Goldkimono en stonden ze onder andere op Lowlands en Down The Rabbit Hole. Mede door het album werd Goldkimono genomineerd voor de Music Moves Europe Award, welke in begin 2023 werd uitgereikt op ESNS. Goldkimino won de prijs uiteindelijk niet. 
In begin 2023 debuteerde Goldkimono ook meerdere nieuwe nummers bij een concert in TivoliVredenburg. Een van die nieuwe singles was Lost Inside My Head. Dit nummer werd bij NPO 3FM uitgeroepen tot 3FM Megahit en bij NPO Radio 2 tot TopSong, maar wist enkel de twaalfde positie van de Tipparade van de Top 40 te bereiken. In de zomer van 2023 stond Goldkimono onder andere op Pinkpop. In september 2023 kwam de band met hun tweede album Something Out of Nothing. Konijnenburg vertelde dat het album op een andere manier tot stand was gekomen dat het eerste album. Waar Konijnenburg bij het eerste album meer op zoek was naar een bepaald geluid en veel actief aan het schrijven was, kwam het tweede album voort uit verschillende jamsessies en ontstonden de nummers op een natuurlijke manier. 
Het nummer Money in My Head van het tweede album werd bij NPO 3FM uitgeroepen tot de tweede 3FM Megahit van 2024. Met het album werd er in 2024 op verschillende festival gespeeld, zoals Noorderslag, Paaspop, Dauwpop, Down The Rabbit Hole en de Vierdaagsefeesten. Daarnaast werd in augustus een nieuwe single uitgebracht: Metaphors. 

## Discografie

### Albums
| Album                        | Verschijnen       | Label               | Hitlijsten | Hitlijsten | Hitlijsten | Hitlijsten | Opmerkingen |
| Album                        | Verschijnen       | Label               | BE (VL)    | BE (VL)    | NL         | NL         | Opmerkingen |
| Album                        | Verschijnen       | Label               | Piek       | Weken      | Piek       | Weken      | Opmerkingen |
| ---------------------------- | ----------------- | ------------------- | ---------- | ---------- | ---------- | ---------- | ----------- |
| The Legend of the Goldkimono | 15 april 2022     | Camp Kimono Records | —          | —          | —          | —          | Studioalbum |
| Something Out of Nothing     | 15 september 2023 | Camp Kimono Records | —          | —          | —          | —          | Studioalbum |

### Nummers met hitnotering(en) in een hitlijst
| Lied                | Verschijnen   | Album                        | Hitlijsten | Hitlijsten | Hitlijsten  | Hitlijsten  | Hitlijsten   | Hitlijsten   | Opmerkingen       |
| Lied                | Verschijnen   | Album                        | BE (VL)    | BE (VL)    | NL (Top 40) | NL (Top 40) | NL (Top 100) | NL (Top 100) | Opmerkingen       |
| Lied                | Verschijnen   | Album                        | Piek       | Weken      | Piek        | Weken       | Piek         | Weken        | Opmerkingen       |
| ------------------- | ------------- | ---------------------------- | ---------- | ---------- | ----------- | ----------- | ------------ | ------------ | ----------------- |
| To Tomorrow         | 17 april 2020 | The Legend of the Goldkimono | tip6       | —          | 25          | 7           | 64           | 6            | Goud in Nederland |
| Morning Sun         | 12 maart 2021 | The Legend of the Goldkimono | tip        | —          | —           | —           | —            | —            |                   |
| Lost Inside My Head | 5 mei 2023    | Something Out of Nothing     | —          | —          | tip12       | —           | —            | —            |                   |